# Wheel in the Sky

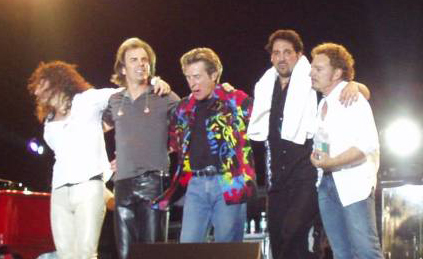
Journey (2008)

Wheel in the Sky ist ein Lied der amerikanischen Rockband Journey, das 1978 veröffentlicht wurde und auf ihrem vierten Studioalbum Infinity enthalten ist. Komponiert wurde es von Robert Fleischman und Neal Schon, der Text stammt von Diane Valory.
Wheel in the Sky erreichte 1978 Platz 57 der Billboard Hot 100 und war damit der erste Song von Journey, der sich in den Hot 100 platzieren konnte.

## Hintergrund
Zur Zeit der Komposition des Liedes hatte die Band beschlossen, eine neue Richtung einzuschlagen und einen kantigeren Sound zu entwickeln, und begann mit dem neuen Sänger Fleischman einfache Hardrock-Stücke aufzunehmen. Er wurde durch Steve Perry ersetzt, als die Arbeit an Infinity ernsthaft begann. Der Song war ursprünglich ein Gedicht mit dem Titel Wheels in My Mind, das von Diane Valory, der Frau des Journey-Bassisten Ross Valory, geschrieben worden war.

## Aufbau
Der Song beginnt mit einem Instrumentalstück, das 28 Sekunden dauert. Perry singt dann die erste Strophe, auf die der Refrain folgt, und die zweite Strophe, dann wird der Refrain erneut wiederholt. Neal Schon setzt mit einem Gitarrensolo ein, das mit Perrys Gesang unterlegt ist. Der Refrain wird viermal wiederholt, bevor das Outro den Song abschließt.

## Songtext
Der Erzähler von Wheel in the Sky klagt, dass er am Beginn des Winters „seit einem Jahr oder mehr“ nicht mehr zu Hause war. Er versucht, nach Hause zurückzukehren und sich dort wieder mit seinem Mädchen zu treffen, und hofft, dass „sie noch ein bisschen länger durchhält“. Er spricht verzweifelt davon, „eine staubige Straße hinunterzulaufen“ und gibt zu: „Ich halte das nicht mehr lange aus.“ Durch den Refrain zieht sich das Thema des „Rades am Himmel“, das sich „immer weiter dreht“; wie er wiederholt betont, „weiß ich nicht, wo ich morgen sein werde“.

## Besetzung
- Steve Perry – Gesang
- Neal Schon – Gitarre, Hintergrundgesang
- Gregg Rolie – Klavier, Hintergrundgesang
- Aynsley Dunbar – Schlagzeug
- Ross Valory – Bassgitarre, Hintergrundgesang